# Arácnido Jr.
Arácnido Jr. es un personaje ficticio creado por Enrique Puig, Spike Valentine y Francisco Herrera, y que aparece en los cómics Spider-Verse de Marvel Cómics publicados en 2015.

## Historia

### Origen
Arácnido era un joven normal e hijo de un famoso luchador mexicano; por esta razón, asistía a cada encuentro que involucraba a su padre. Cierto día, él recibió poderes arácnidos, pero nunca le reveló este hecho a alguien más o los usó para propósitos altruistas.
Mientras asistía a una de aquellas luchas en las que participaba su padre, Júnior vio impotente como este era traicionado por su compañero El Escorpión quien había sido sobornado para cometer esta falta. Lamentablemente su padre falleció por las severas lesiones que sufrió en el cuadrilátero. Motivado por hacer justicia y para evitar que otros perdieran a un ser querido por la corrupción, Arácnido se embarcó en una vida de vigilantismo para proteger su ciudad.

### El guardián de México
Conocido como el superhéroe Arácnido, el joven se convirtió en el protector de la Ciudad de México. Dos años después de la muerte de su padre, localizó a la hija secuestrada de un actor y la rescató.

### Spider-Verse
Durante la Gran Cacería Arácnido fue reclutado en el Spider-Army para combatir a Los Herederos.

## Poderes y habilidades
- Fisiología Arácnida: Arácnido posee los poderes proporcionales de una araña, concedidos por medio de una araña común irradiada (Achaearanea Tepidariorum) la cual pico a Peter. Las enzimas radioactivas con compuestos mutagénicos en la sangre de la araña fueron transferidas durante la picadura y produjeron numerosos cambios en Júnior otorgándole asombrosos poderes, de los cuales Arácnido sólo manifiesta aparentemente algunos en niveles más bajos, siendo realmente su potencial mucho más alto al ser un representante totémico del Espíritu Místico de la Araña.

- Fuerza sobrehumana: La fuerza de Arácnido le permite levantar 10 toneladas de peso, lo suficiente para alzar autos de mediano tamaño. La fuerza que él posee le permite saltar varios metros de altura, además de columpiarse mediante su telaraña por los tejados (es capaz de levantarse a sí mismo con sólo una mano y jalarse varios metros). Arácnido "contiene" sus golpes para no "hacer pedazos" a los delincuentes que golpea, y raramente usa su fuerza al 100% excepto ante enemigos que lo ameriten.

- Velocidad sobrehumana: Su factor de velocidad y reflejos son varias decenas de veces más rápidos que cualquier ser humano en perfectas condiciones físicas. En más de una ocasión se ha movido más rápido que las balas, aun cuando estas ya han sido disparadas, mostrando su increíble velocidad y reflejos. Arácnido es incluso capaz de interceptarlas con sus telarañas.

- Agilidad sobrehumana: A nivel físico, la picadura produjo cambios a nivel muscular, mejorando su capacidad física (causando algo de hipertrofia también) hasta un nivel sobrehumano; aumentó también el número de tendones presentes, cosa que facilita posturas de alta complejidad. Su fuerza sobrehumana está presente en todas las extremidades, por lo que es capaz de saltar grandes longitudes, y caer de las mismas sin causar demasiados daños. Todas sus articulaciones se volvieron más flexibles y resistente ante golpes e impactos.

- Durabilidad sobrehumana: Este increíble poder físico le da también una resistencia superhumana pudiendo resistir la fatiga y el cansancio durante horas e incluso días. También su durabilidad es de niveles superhumanos, siendo sus tejidos más duros que los de una persona común, permitiéndole resistir ataques y daños físicos que matarían a cualquier humano normal.

- Reflejos sobrehumanos: Arácnido posee reflejos y movimientos que le permiten esquivar casi cualquier objeto que viaje a grandes velocidades. Su extraordinaria agilidad, reflejos y velocidad, en combinación con su sentido arácnido le permiten escapar de cualquier ataque como si nada.

Resistencia sobrehumana: La musculatura avanzada de Arácnido produce menos toxinas de fatiga durante la actividad física que un ser humano ordinario. Esto le permite exigirse físicamente durante períodos más largos de tiempo antes de que la fatiga empiece a deteriorar su rendimiento físico.
- Trepa muros: La araña que picó a Arácnido produjo una mutación en el cerebelo de Júnior; como consecuencia, él puede controlar mentalmente el flujo de atracción interatómica (electrostática) entre el límite molecular de las superficies; así supera la repulsión normal de electrones y permite su increíble potencial de adhesión. Esta capacidad de afectar la atracción entre superficies está limitada hasta ahora al cuerpo de Arácnido y especialmente concentrada en sus manos y pies.

- Sentido arácnido: Arácnido posee un sentido extrasensorial o sentido arácnido que le avisa de los potenciales peligros inmediatos con una sensación de hormigueo en la parte posterior de la cabeza. La naturaleza precisa de este sentido es desconocida. Parece ser una respuesta simultánea y clarividente a una compleja variedad de fenómenos, que le advierte varias centésimas de segundo antes de producirse el peligro (caídas, balas o incluso, peligros indefinidos). El sentido también puede crear una respuesta general de varios minutos de antelación ante una amenaza sin saber su naturaleza, y puede discernir la severidad del peligro gracias a la intensidad del hormigueo.

## Datos curiosos
- Esta versión de Spider-Man está inspirada en los luchadores mexicanos, figuras icónicas en dicho país, quienes para muchos fueron los primeros superhéroes de México. Su nombre “Arácnido Jr.” evoca el nombre de una dinastía de luchadores, e inclusive su máscara se parece a las clásicas, como la de Octagón, Mil Máscaras o el Tinieblas.
- Al estar inspirado en Peter, es posible que su nombre real sea Pedro.
- El personaje fue agregado al videojuego Spider-Man Unlimited de 2015.[4]